# Communauté de communes du Haut-Perche
La communauté de communes du Haut-Perche est une ancienne communauté de communes française du Perche, située dans le département de l'Orne et la région Normandie.

## Histoire
La communauté de communes du Haut-Perche est créée par arrêté préfectoral du 28 décembre 1995. Elle fusionne au 1er janvier 2017 avec la communauté de communes du Pays de Longny-au-Perche pour former la communauté de communes des Hauts du Perche.

## Composition
Avant le 1er janvier 2016, elle regroupait les quinze communes de l'ancien canton de Tourouvre. À la suite de la création de la commune nouvelle de Tourouvre au Perche, elle n'était plus constituée que de six communes :
| Nom                         | Code Insee | Gentilé      | Superficie (km2) | Population (dernière pop. légale) | Densité (hab./km2) |
| --------------------------- | ---------- | ------------ | ---------------- | --------------------------------- | ------------------ |
| Tourouvre au Perche (siège) | 61491      |              | 93,76            | 3 279 (2014)                      | 35                 |
| Beaulieu                    | 61034      |              | 18,06            | 211 (2014)                        | 12                 |
| Moussonvilliers             | 61299      |              | 21,94            | 214 (2021)                        | 9,8                |
| Normandel                   | 61311      | Normandelois | 7,43             | 88 (2021)                         | 12                 |
| Saint-Maurice-lès-Charencey | 61429      |              | 16,19            | 460 (2021)                        | 28                 |
| La Ventrouze                | 61500      | Ventrouziens | 7,06             | 113 (2014)                        | 16                 |

## Administration
| Période             | Période       | Identité   | Étiquette | Qualité                                               |
| ------------------- | ------------- | ---------- | --------- | ----------------------------------------------------- |
| (président en 1998) | décembre 2016 | Guy Monhée | DVD       | Maire de Tourouvre, vice-président du conseil général |